# 18 til I Die
18 til I Die es el nombre del séptimo álbum de estudio del cantante y compositor de rock canadiense Bryan Adams. Fue publicado el 4 de junio de 1996 por la compañía discográfica de A&M Records. El álbum se convirtió en un éxito comercial alcanzó el puesto n.º 1 en Reino Unido y número 2 en su Canadá natal. Fue grabado es diferentes localizaciones, las cuales incluían Jamaica y Francia. El álbum fue criticado por los críticos y dijeron que estaba tratando de ser joven y también que estaba "pasando por una crisis de la mediana edad". Los álbumes fueron mal recibidos por los seguidores de Estados Unidos. Se convirtió en su último disco de platino en los Estados Unidos. Adams puso en marcha su gira mundial 18 til I Die Tour en mayo de 1996 en Tallin, Estonia. "The Only Thing That Looks Good On Me Is You" fue publicado como el primer sencillo el 28 de mayo de 1996. Este es el primer álbum de Adams en el cual no incluye canción alguna con o de Jim Vallance.
Cinco sencillos han sido publicados para este álbum: "The Only Thing That Looks Good on Me Is You", "Let's Make a Night to Remember", "I'll Always Be Right There", "Star" y "18 til I Die". El álbum fue publicado en junio. Para promocionar el álbum, Adams recorrió Norteamérica y Europa.

## Música

### Grabación y Producción
El disco fue escrito, grabado y producido por Adams y R.J. 'Mutt' Lange en una casa en Ocho Rios, Jamaica desde el invierno de 1994 hasta el verano de 1995 y en dos casas diferentes en Provenza, Francia, del otoño de 1995 a la primavera de 1996 usando la Unidad Móvil del Warehouse Studio. Incluso la mezcla fue realizada en Provenza, Francia, en marzo de 1996 por Bob Clearmountain. Adams tocó incluso algunas de estas canciones en vivo antes de su publicación, por ejemplo: tocó "Let's Make A Night To Remember" en una prueba de sonido en un concierto en 1993 durante la "So Far So Good Tour". Adams completó las 12 canciones en 1995, pero sentía que algo faltaba en el álbum, regresó al estudio y grabó dos nuevas canciones: "The Only Thing That Looks Good On Me Is You" y "18 til I Die". De ahí la idea de Adams de nombrar el álbum "18 til I Die".

## Publicación
Bryan no se encontraba bajo presión alguna durante la grabación de este álbum, ya que no tenía que lanzar un disco de éxito, después del éxito masivo de Waking Up the Neighbours y So Far So Good. Adams lanzó "The Only Thing That Looks Good On Me Is You" en mayo e hizo la promoción mundial. Adams apareció en los programas "The Today Show" y "The David Letterman Show".
18 til I Die fue un éxito comercial durante su publicación en Europa. Debutó en el n.º 1 de la lista de álbumes de Reino Unido. Su publicación en los Estados Unidos fue muy decepcionante. Aunque 18 til I Die fue lanzado oficialmente en junio de 1996 en los Estados Unidos, el álbum alcanzó la posición 31 en el Billboard 200 y se mantuvo durante 3 semanas en esa posición. Mientras que en Canadá 18 til I Die alcanzaría en el cuarto puesto. El álbum fue publicado en Australia, Europa y Nueva Zelanda a finales de junio de 1996. 18 til I Die alcanzó el top cinco del Reino Unido y alcanzó la primera posición en lo que sería la segunda vez que Adams encabeza una lista Europea. Aunque el 18 til I Die alcanzó los diez primeros puestos en Países Bajos, Bélgica, Suiza, Finlandia, Noruega, Austria, Suecia, Alemania y Australia, fue un éxito moderado de top 20 en Francia y Nueva Zelanda. 
El álbum fue certificado con el Platino en los Estados Unidos y es el último esfuerzo de estudio de Adams que ha sido certificado por la RIAA. "18 til I Die" fue ignorada por los programadores de rock en los Estados Unidos tras el éxito de sus baladas. 18 til I Die fue certificado por tres ocasiones con el Platino Canadá y Australia y dos veces platino en el Reino Unido.
18 til I Die incluyó los éxitos "The Only Thing That Looks Good on Me Is You", "Have You Ever Really Loved A Woman", "Let's Make A Night to Remember", "Star", y "18 til I Die", todas acompañadas por sus vídeos musicales. "Let's Make a Night to Remember" fue el tercer sencillo del álbum para la lista de los Estados Unidos alcanzando el lugar 24 en el Billboard Hot 100, mientras que los otros singles se convirtieron en grandes éxitos en Europa. "The Only Thing That Looks Good on Me Is You" fue la canción más exitosa del 18 til I Die en las listas de Rock, alcanzando el número 5 en la UK Singles Chart y número 1 en el Chart de Sencillos Canadiense. "The Only Thing That Looks Good on Me Is You" ha comenzado a ser una de las canciones más populares de Adams. Su vídeo fue emitido en la televisión de música pesada.

### Diferencias de álbumes
La versión australiana de 18 til I Die aparece la canción "I Finally Found Someone" (a dueto con Barbra Streisand) en lugar de "You're Still Beautiful To Me" y tuvo una portada alternativa con fondo morado y pistas en orden diferente, mientras que la versión japonesa contenía la canción extra "Hey Elvis".

## Listado de canciones

### Internacional
| N.º | Título                                             | Escritor(es)        | Duración |  |
| 1.  | «The Only Thing That Looks Good on Me Is You»      | Adams, Lange        | 3:40     |  |
| 2.  | «Do to You»                                        | Adams, Lange        | 4:14     |  |
| 3.  | «Let's Make a Night to Remember»                   | Adams, Lange        | 6:22     |  |
| 4.  | «18 til I Die»                                     | Adams, Lange        | 3:33     |  |
| 5.  | «Star»                                             | Adams, Lange, Kamen | 3:45     |  |
| 6.  | «(I Wanna Be) Your Underwear»                      | Adams, Lange        | 3:22     |  |
| 7.  | «We're Gonna Win»                                  | Adams, Lange        | 2:31     |  |
| 8.  | «I Think About You»                                | Adams, Peters       | 3:36     |  |
| 9.  | «I'll Always Be Right There»                       | Adams, Kennedy      | 3:21     |  |
| 10. | «It Ain't a Party If You Can't Come 'Round»        | Adams, Lange        | 3:50     |  |
| 11. | «Black Pearl»                                      | Adams, Lange        | 4:03     |  |
| 12. | «You're Still Beautiful to Me»                     | Adams, Lange        | 5:17     |  |
| 13. | «Have You Ever Really Loved a Woman?»              | Adams, Lange, Kamen | 4:53     |  |
| 14. | «Hey Elvis [Canción Extra en la Versión Japonesa]» | Adams, Peters       | 3:25     |  |

### Australia
| N.º | Título                                            | Escritor(es)                      | Duración |  |
| 1.  | «The Only Thing That Looks Good on Me Is You»     | Adams, Lange                      | 3:37     |  |
| 2.  | «Do to You»                                       | Adams, Lange                      | 4:14     |  |
| 3.  | «Let's Make a Night to Remember»                  | Adams, Lange                      | 6:22     |  |
| 4.  | «18 til I Die»                                    | Adams, Lange                      | 3:33     |  |
| 5.  | «Star»                                            | Adams, Lange, Kamen               | 3:45     |  |
| 6.  | «(I Wanna Be) Your Underwear»                     | Adams, Lange                      | 3:21     |  |
| 7.  | «I Think About You»                               | Adams, Peters                     | 3:40     |  |
| 8.  | «I'll Always Be Right There»                      | Adams, Kennedy                    | 3:21     |  |
| 9.  | «It Ain't a Party If Ya Can't Come 'Round»        | Adams, Lange                      | 3:51     |  |
| 10. | «Black Pearl»                                     | Adams, Lange                      | 4:03     |  |
| 11. | «Have You Ever Really Loved a Woman?»             | Adams, Lange, Kamen               | 4:53     |  |
| 12. | «I Finally Found Someone" (con Barbra Streisand)» | Adams, Lange, Streisand, Hamlisch | 3:46     |  |
| 13. | «We're Gonna Win»                                 | Adams, Lange                      | 2:31     |  |

## Personal
- Bryan Adams - Guitarra rítmica, voz, coproductor
- Keith Scott - Guitarra líder
- Paco de Lucía- Guitarrista de Flamenco invitado en "Have You Ever Really Loved a Woman"
- Mickey Curry - Batería
- Dave Taylor - Bajo
- Olle Romo - Percusión
- Michael Kamen - Piano, Arreglos de Cuerda
- Mutt Lange - Guitarrista

## Posiciones en lista

### Álbum
| País           | Posición Alcanzada | Certificación (si existe) | Ventas     | ref.          |
| -------------- | ------------------ | ------------------------- | ---------- | ------------- |
| Reino Unido    | 1                  | 2× Platino                | +600.000   | [ 2 ]         |
| Australia      | 2                  | 3× Platino                | +210.000   | [ 4 ] [ 5 ]   |
| Austria        | 2                  | Oro                       | +10.000    | [ 6 ] [ 7 ]   |
| Suiza          | 2                  | Platino                   | +120.000   | [ 8 ] [ 9 ]   |
| Finlandia      | 3                  |                           |            | [ 10 ]        |
| Alemania       | 4                  | Oro                       | +250.000   | [ 11 ] [ 12 ] |
| Canadá         | 4                  | 3× Platino                | +300.000   | [ 3 ] [ 13 ]  |
| Suecia         | 5                  |                           |            | [ 14 ]        |
| Bélgica        | 5                  |                           |            | [ 15 ]        |
| Noruega        | 7                  |                           |            | [ 16 ]        |
| Hungría        | 8                  |                           |            | [ 17 ]        |
| Países Bajos   | 9                  |                           |            | [ 18 ]        |
| Nueva Zelanda  | 13                 |                           |            | [ 19 ]        |
| Francia        | 15                 |                           |            | [ 20 ]        |
| Estados Unidos | 31                 | Platino                   | +1.000.000 | [ 1 ] [ 21 ]  |